# Powstanie w Rakovicy

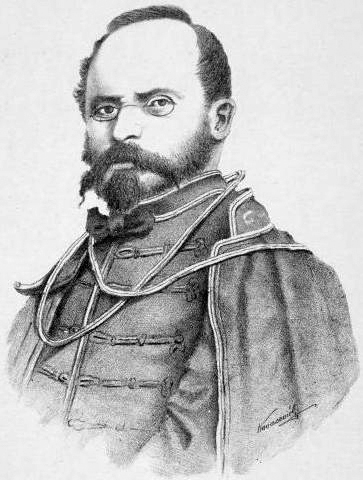
Eugen Kvaternik, litografia Stjepana Kovačevicia

Powstanie w Rakovicy – zakończone niepowodzeniem zbrojne powstanie przeciwko władzy Austro-Węgier w Chorwacji w październiku 1871, na którego czele stał Eugen Kvaternik.

## Przyczyny
Eugen Kvaternik był chorwackim politykiem, którego celem było początkowo uzyskanie przez Chorwację samodzielności w ramach monarchii habsburskiej (w 1861 był jednym z założycieli Partii Prawa). Zrażony niepowodzeniem swoich starań podjął w latach 60. XIX w. działania antyhabsburskie, m.in. wspierając ruchy wymierzone w Austrię. Już wtedy planował pozyskanie wsparcia Giuseppe Garibaldiego dla wzniecenia powstania w Dalmacjii, jednak plan ten się nie powiódł. Rozczarowany niepowodzeniami pogrążył się w religijnym mistycyzmie. Uważał się za wybranego przez Boga, aby poprowadzić Chorwatów do niepodległości i postanowił wzniecić w tym celu zbrojne powstanie. 

## Przebieg

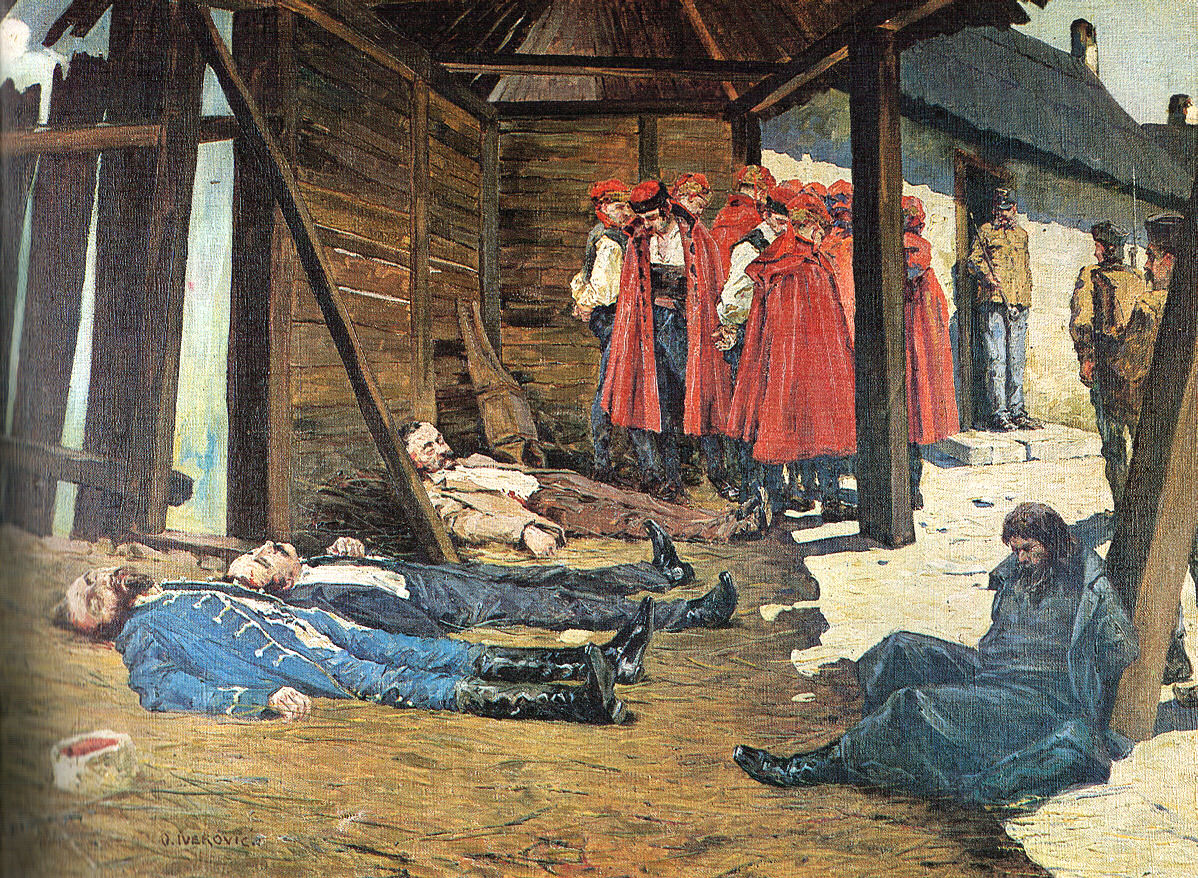
Śmierć Eugena Kvaternika, obraz Otona Ivekovicia

Kvaternik jako miejsce powstania wybrał teren Pogranicza Wojskowego, licząc na pozyskanie tamtejszej ludności, szczególnie niezadowolonej z rządów austro-węgierskich (Pogranicze stanowiło teren pod bezpośrednią wojskową administracją). 7 października 1871 utworzył rząd tymczasowy, na czele którego sam stanął, a kolejnego dnia ogłosił we wsi Rakovica deklarację rządu o rozpoczęciu zbrojnego powstania. Jego celami miały być przede wszystkim niepodległość Chorwacji oraz zniesienie ograniczonych praw mieszkańców Pogranicza, głosił idee równości wobec prawa i wolności wyznania. Pozyskał kilkuset zwolenników z Rakovicy i pobliskich wsi, jednak niemal natychmiast zareagowała austro-węgierska armia, która nie pozwoliła na rozprzestrzenienie się powstania i w ciągu kilku dni je stłumiła. 11 października w Rakovicy zginęli przywódcy rebelii z Eugenem Kvaternikiem na czele.

## Skutki
Nieudane powstanie pociągnęło za sobą rządowe represje skierowane przeciwko stronnictwu Kvaternika – Partii Prawa. Jej przywódcy, mimo że nie wspierali Kvaternika, ani nie byli informowani przez niego o planie powstania, zostali aresztowani, a organ prasowy partii zawieszony.
Powstanie, mimo niepowodzenia, stało się symbolem walki o wolną Chorwację, a dla komunistów - bezkompromisowej walki w słusznej sprawie. W 1921 szczątki Kvaternika zostały przeniesione do katedry w Zagrzebiu, wzniesiono mu też w stolicy Chorwacji pomnik.